# Зосимович, Владимир Павлович
Владимир Павлович Зосимович (18 (30).10.1899 — 18.01.1981, Киев) — советский учёный, генетик и селекционер. Лауреат Ленинской премии 1960 года.

## Биография
Родился в с. Шаповаловка Борзнянского района Черниговской области. Сын земского врача.
После окончания Киевского сельскохозяйственного института (1926) работал в Научном институте селекции.
В 1927—1932 опубликовал несколько статей по сравнительной оценке методов апробации сортов культурных растений.
В 1930—1959 работал во Всесоюзном НИИ сахарной промышленности (с 1944 ВНИИ сахарной свеклы). Определил происхождение культурной свеклы от диких видов горных районов Передней Азии. Теоретически обосновал возможность существования мутантов с односемянными плодами и создание на их основе односемянных сортов.
Селекционная работа по выведению одноростковой свёклы завершилась к концу 1950-х гг.
В 1960 году её исполнители О.К Коломиец, В. П. Зосимович, А. П. Попов, Г. С. Мокан, М. Г. Бордонос, И. Ф. Бузанов были удостоены Ленинской премии.
В 1958 г. защитил докторскую диссертацию на тему «Эволюция дикой и культурной свеклы».
В 1959 г. возглавил отдел генетики в Центральном ботаническом саду АН УССР, созданный по его инициативе. С 1969 г. заведовал отделом цитогенетики и полиплоидии в созданном при АН УССР Институте молекулярной биологии и генетики. Автор работ по генетике клевера и ржи.
С 1961 г. член-корреспондент АН УССР по специальности «Генетика и селекция». В 1965 г. награждён премией имени В. Я. Юрьева за работы по генетике полиплоидии и создание полиплоидных сортов.
Умер на 82-м году жизни 18 января 1981 года. Похоронен вместе с семьей на Байковом кладбище Киева (участок № 33).
Ордена и медали: орден Ленина (1954), медаль «За доблестный труд в Великой Отечественной войне 1941—1945 гг.» (1945), медаль «В ознаменование 100-летия со дня рождения Владимира Ильича Ленина» (1970), орден Трудового Красного Знамени (1979), медали ВДНХ СССР.